# Điểm cực cận
Trong thị giác, điểm cực cận (Cc ) là điểm gần nhất mà tại đó một vật có thể được đặt (trên trục quang học của mắt) để hình ảnh của vật đó hội tụ trên võng mạc (màng lưới) trong sức điều tiết của mắt. Một số tài liệu định nghĩa điểm cực cận là điểm gần mắt nhất trong không gian mà con người có thể duy trì thị lực một mắt (một mắt có thể nhìn rõ vật). Giới hạn khác về sức điều tiết của mắt là điểm cực viễn.
Đối với mắt bình thường không điều tiết, điểm cực cận là vào khoảng 11 cm (4,3 in) với một người ba mươi tuổi. Điểm cực cận phụ thuộc rất nhiều vào độ tuổi. Một người bị viễn thị hoặc lão thị sẽ có điểm cực cận xa hơn bình thường.
Đôi khi điểm cực cận được tính bằng diop, nghịch đảo của khoảng cách. Ví dụ một mắt bình thường nhìn gần rõ nhất là 11 cm sẽ có điểm cực cận là {\displaystyle {\frac {1}{11\ {\text{cm}}}}=9\ {\text{diop}}}.

## Điều chỉnh thị lực
Một người bị lão thị có điểm cực cận xa hơn khoảng thoải mái (là 25 cm) NP > 25 cm và do đó không thể đưa một vật cách 25 cm vào tiêu điểm hội tụ sắc nét. Một kính thuốc có thể được sử dụng để điều chỉnh chứng viễn thị bằng cách chiếu ảnh một vật thể ở khoảng cách D = 25 cm lên một ảnh ảo ở điểm cực cận của bệnh nhân. Theo công thức thấu kính mỏng, công suất quang học P cần thiết là {\displaystyle P\approx {\frac {1}{D}}-{\frac {1}{\mathit {NP}}}}.
Tính toán này có thể được cải thiện bằng cách tính đến khoảng cách giữa thấu kính đeo mắt và mắt người, thường là khoảng 1,5 cm:
{\displaystyle P={\frac {1}{D-0.015\;{\text{m}}}}-{\frac {1}{{\mathit {NP}}-0.015\;{\text{m}}}}}.
Ví dụ, nếu một người có NP = 1 m, thì công suất quang học cần có là P = +3.24 diop trong đó một diop là nghịch đảo của một mét.